# Richard Bruynoghe
Richard Bruynoghe (Alveringem, 4 november 1881 – Leuven, 26 maart 1957) was een hoogleraar bacteriologie aan de Katholieke Universiteit Leuven. Tijdens de Duitse bezetting van 1940 tot 1944 was hij waarnemend burgemeester van Leuven.

## Loopbaan
Na de humaniora in het college van Veurne, ging Bruynoghe geneeskunde studeren aan de Katholieke Universiteit Leuven. Tijdens zijn studies bezocht hij vaak de diensten van de professoren Gustave Verriest, Albert Lemaire en Rufin Schockaert evenals het labo van Manille Ide. Als laureaat van de wedstrijd voor studiebeurzen verbleef hij een jaar in Frankrijk en Duitsland, waar hij zich bekwaamde in de bacteriologie.
Hij promoveerde tot doctor in de geneeskunde in 1907, kreeg in 1911 een lesopdracht, werd in 1913 buitengewoon hoogleraar en in 1918 gewoon hoogleraar. Daarnaast was hij oprichter en hoofd van het Leuvens Bacteriologisch Instituut.
Hij werd bekend door zijn activiteiten in verband met een pestepidemie in Antwerpen (hij liet zich in 1910 gedurende verschillende maanden opsluiten samen met een groep pestlijders, die hij verzorgde), cholera in Boom en een epidemie van hersenvliesontsteking.
Hij werd viermaal tot decaan van de faculteit gekozen, in 1924, 1934, 1940 en 1941. In 1931 werd hem de Vijfjaarlijkse regeringsprijs voor geneeskunde toegekend. Hij werd emeritus in 1952.
Hij interesseerde zich ook voor de exotische pathologie. In 1925 verbleef hij zeven maanden in Katanga om er de preventieve gezondheidszorg tegen besmettelijke hersenvliesontsteking te organiseren. Op het gebied van de immunologie voerde hij onder meer onderzoek over de resusfactor en over alle soorten van bacteriën.
Hij was onvermoeibaar, doceerde drie vakken in beide landstalen en leidde een klinisch onderzoekslaboratorium, het Bacteriologisch Instituut. Daarnaast was hij redactiesecretaris van de Revue Médicale de Louvain en publiceerde zelf wetenschappelijke artikelen. Hij werd lid en vast secretaris van de Koninklijke Belgische Academie voor Geneeskunde. Hij was actief bij het Nationaal Fonds voor Wetenschappelijk Onderzoek en was lid van de Hoge Raad voor de Volksgezondheid.
Tijdens de oorlogsjaren nam hij de rol van waarnemend burgemeester van Leuven op zich, ondanks de kritiek, in een streven de belangen van de universiteit en de stad zo goed mogelijk te behartigen, hetgeen hem bij de Bevrijding onvermijdelijk problemen opleverde.

## Publicaties
- Manuel de bactériologie, 1914.
- L'immunité et ses applications, 1914.